# بنسطمون أجرد
بنسطمون أجرد (الاسم العلمي:Penstemon glaber) هو نوع من النباتات يتبع جنس البنسطمون من الفصيلة الحملية.